# Dar asch-Schahada
Dar asch-Schahada (arabisch دار الشهادة, DMG dār aš-šahāda ‚Gebiet des Glaubenszeugnis‘) ist ein Neologismus im Islam, der von Tariq Ramadan eingeführt wurde. Der Begriff wird von der islamischen Orthodoxie strikt abgelehnt.
Die dar asch-Schahada bezeichnet einen der Grundgedanken des spezifisch von Ramadan vertretenen Euroislam und dient der Auflösung des Widerspruchs zwischen der traditionellen Dichotomie dār al-Islām (Gebiet des Islam) vs. dār al-Harb (Gebiet des Krieges).
Während die islamische Tradition die dar al-Islam als sicheren Ort für die Muslime sieht und die Dār al-Harb als Gebiet, das die Muslime erobern oder verlassen müssen, weist Ramadan darauf hin, dass das Dar al-Harb durch die Gewährung der Religionsfreiheit und den 256. Koranvers der zweiten Sure Kein Zwang in der Religion innerhalb des Islam in den meisten nichtislamischen Ländern und in Europa seiner Meinung nach als Begriff keine Gültigkeit mehr habe. An ihre Stelle trete die Schahāda als das islamische Glaubensbekenntnis, das frei ausgeübt werden kann und somit den Dschihad gegen die nichtislamische Welt überflüssig macht. 
Der zuvor teilweise gebrauchte Begriff Dar ad-Daʿwa („Gebiet der Mission“) wurde von Ramadan fallengelassen. 